# CSL Behring
CSL Behring és una companyia farmacèutica líder mundial en el camp de les proteïnes plasmàtiques, que desenvolupa teràpies de derivats plasmàtics (i de puntualment dels seus anàlegs recombinants) per al tractament de malalties rares i greus. La seu central mundial és a la localitat de King of Prussia, a l'estat de Pennsilvània.

## Història
La companyia actual té el seu origen en Emil von Behring, un metge innovador en les teràpies amb sèrum, que va guanyar el primer Premi Nobel de Medicina. La companyia va canviar el seu nom de ZLB Behring com a part de l'alineament amb l'organització matriu, CSL Limited, companyia biofarmacèutica amb seu a Melbourne, Austràlia.

## Principals productes

### Cures intensives
- Beriplex®: Concentrat de complex protrombínic liofilitzat, reversió d'urgència dels anticoagulants tipus anti-vitamina K i del sagnat massiu perioperatori.
- Fibrogammin®: Concentrat de factor XIII.
- Haemocomplettan® / Riastap®: Concentrat de fibrinogen. Deficiència congènita o adquirida (sagnat) del dèficit de fibrinogen

### Defectes de la coagulació
- Beriate®: Factor VIII de la coagulació humà, tractament de l'hemofília
- Haemate®: Factor VIII humà + Factor von Willebrand, tractament de la malaltia de von Willebrand
- Helixat Nex-Gen®: Factor VIII recombinant, tractament de l'hemofília

### Immunologia
- Berinert®: inhibidor de la C1-esterasa del sistema del complement, tractament de l'angioedema hereditari
- Privigen®: Gammaglobulina humana IV líquida al 10%, teràpia substitutiva de les immunodeficiències per dèficit de gammaglobulina (congènita, IDP, o secundària, IDS) o com a inmunomodulador en malalties rares (síndrome de Kawasaki, síndrome de Guillain-Barré) i diverses malalties neurològiques o hematològiques)
- Rhophylac®: Gammaglobulina anti-D (Rh) en xeringues pre-carregades, malaltia hemolítica del fetus/nounat
- Vivaglobin®: Gammaglobulina humana subcutània líquida al 16%, (idem Privigen permetent teràpia domiciliària)

Altres productes es fan servir per al tractament de cremats, diverses malalties rares i altres trastorns de la coagulació.
La companyia posseeix una de les xarxes mundials de recol·lecció de plasma més grans del món.